# Passo Fundo
Passo Fundo (Paso Hondo)  es un municipio brasileño de la región sur, ubicado en el interior del estado de Río Grande del Sur . Considerada una ciudad de tamaño medio, es la más poblada del norte de Rio Grande do Sul, con 206.103  habitantes, según estimaciones del IBGE publicadas en 2021. Posee gran cantidad de edificaciones, siendo una de las más densas del estado. Tiene una superficie de 459,4 km² y posee una densidad de 366,7 h/km².  El PIB de la ciudad en 2016 (IBGE) fue de R$ 8.398.420.000 y la renta per cápita de R$ 42.459,59.
El municipio limita con Pontão, Coxilha, Mato Castelhano, Marau, Ernestina, Santo Antônio do Planalto y Carazinho. Es un polo sanitario, ya que cuenta con los más modernos médicos del sur de Brasil. El HSVP (Hospital São Vicente de Paulo) cuenta con el 3° mayor centro de radiología  y radioterapia  del sur brasileño. En 2008, el municipio tendría la mayor industria de biodiésel  de América Latina. En este municipio nació el entrenador de fútbol Luiz Felipe Scolari.